# Man Walking Around a Corner
Man Walking Around a Corner è un cortometraggio di 1 secondo del 1887 ed è il primo prodotto cinematografico di cui si abbia notizia.

## Tecnica
È un brevissimo filmato prodotto da una serie di fotografie creato con cinepresa-proiettore a 16 lenti su di una pellicola da 60 mm.

Filmato

## Trama
Si vede un uomo camminare vicino all'angolo di una strada.